# Tõnu Trubetsky
Tõnu Trubetsky   (Tallinn, 24 d'abril de 1963), també conegut com Tony Blackplait, és un músic de punk rock / glam punk estonià, director de cinema i vídeos musicals i anarquista individualista.

## Biografia
Es va graduar a la 32a escola secundària de Tallinn el 1981.
A la dècada de 1980, Trubetsky va ser un dels líders del moviment punk estonià. Ha estat el vocalista i guitarrista de les bandes de punk The Flowers of Romance, Vennaskond, The Flowers of the Universe, Vürst Trubetsky & J.M.K.E., The Un Concern, Felis Ultramarinus, etc.
Trubetsky va entrar a la literatura el 1989 amb la col·lecció de poesia Pogo, que es va publicar al casset de poesia Kassett '88 juntament amb Karl Martin Sinijärve, Ringo Ringvee i Märt Vältaga. Posteriorment, ha publicat principalment prosa, així com obres exhaustives sobre la història de l'anarquisme i el punk.
Tõnu Trubetsky és un descendent de la família del príncep Trubetskoide.
Trubetsky és un antic membre dels Verds d'Estònia. Es va presentar com a candidat a les eleccions parlamentàries d'Estònia el 2007 i a les eleccions al Parlament Europeu el 2009. El 5 d'agost de 2010, Trubetsky va anunciar que havia deixat els Verds pel Partit del Centre.

### Vennaskond

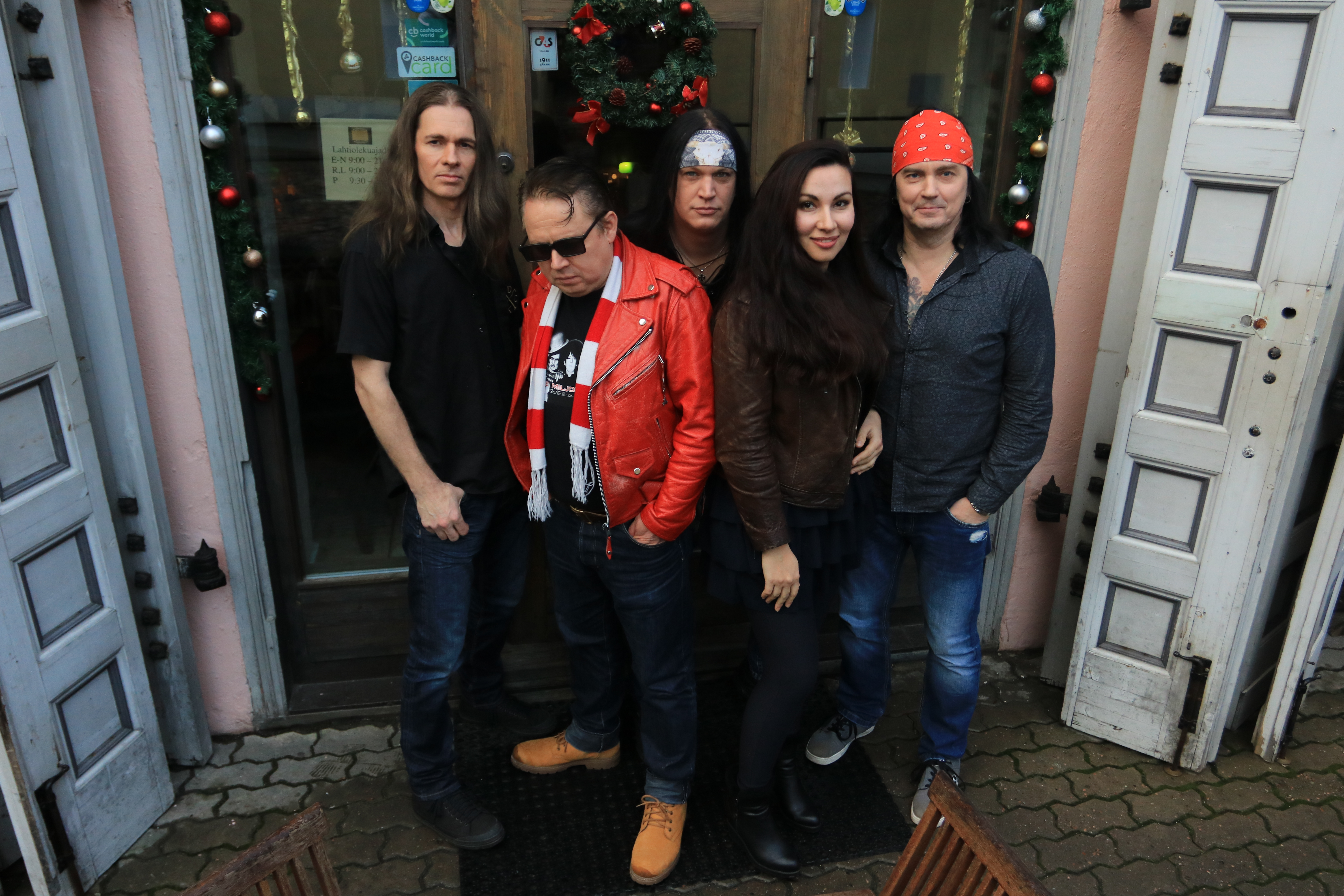
Tõnu Trubetsky (segon per l'esquerra) amb el conjunt The Flowers of the Universe (2 de desembre de 2017)

## Discografia

### Vürst Trubetsky i JMKE
1. Rotipüüdja (2000, MC, CD, Melodija/Kaljukotkas)

### Les flors del romanç
1. Sue Catwoman (2004, CDEP, MFM Records)
2. Sue Catwoman (2004, CD, The Flowers of Romance)
3. París (2006, CD, Lliga)

#### Recopilació que inclou The Flowers of Romance
1. Punk Occupation 12 (2006, CD, Feńka R'n'R/Crazy Rat) - Girl in Black

## Filmografia

### Com a director
1. Millennium (1998, VHS, 90 min., Faama Film/Trubetsky Pictures)
2. Ma armastan Ameerikat (2001, VHS, 140 min., DayDream Productions/Trubetsky Pictures)
3. Sügis Ida-Euroopas (2004, 2 DVD, 185 min., DayDream/Trubetsky Pictures)
4. Nova York (2006, DVD, 140 min., Trubetsky Pictures)
5. Pirates of Destiny (2007, DVD, 150 min., Trubetsky Pictures)

### Com a actor
1. Serenata (dir. Rao Heidmets, 1987)
2. The Sweet Planet (dir. Aarne Ahi, 1987)
3. Guerra (dir. Hardi Volmer i Riho Unt, 1987)
4. Histeria (dir. Pekka Karjalainen, 1992)
5. Moguchi (música de Vennaskond, dir. Toomas Griin i Jaak Eelmets, 2004)
6. Punklaulupidu (dir. Erle Veber, 2008)

## Obres
1. Pogo (poesia; 1989)ISBN 5-450-00197-5
2. Inglid ja kangelased (Àngels i herois; novel·la; amb Anti Pathique; 1992)
3. Anarhia (Anarquia; poesia; 1994)ISBN 9985-55-011-0
4. Daam sinises (Lady In Blue; novel·la punk; amb Anti Pathique; 1994)
5. Mina ja George (Jo i George; novel·la; 1996)
6. Trubetsky (poesia; 2000)ISBN 9985-66-199-0
7. Inglid ja kangelased (Àngels i herois; novel·la; amb Anti Pathique i Juhan Habicht; 2002)ISBN 9985-9448-1-X
8. Anarhistida. Anarhia agendid. Maailmarevolutsiooni prelüüd. Anarhistliku liikumise ajalugu (Els anarquistes: agents de l'anarquia. Preludi de la revolució mundial: una història del moviment anarquista; 2003)ISBN 9985-9448-8-7
9. Susi jutud (The Tales of Susi; novel·la; amb Anti Pathique; 2007)ISBN 978-9985-9805-1-4
10. Eesti punk 1976–1990. Anarhia ENSV-s (Punk estonià 1976–1990. Anarchy in The ESSR ; amb Cat Bloomfield; 2009) «EESTI PUNK 1976—1990» (en estonian).   Rockclub Tapper. Arxivat de l'original el 20 June 2009. [Consulta: 10 gener 2010].
11. Eesti punk 1972–1990. Haaknõela külm helk (Tõnu Trubetsky i Kalev Lehola, 2012, Kunst,ISBN 978-9949-486-28-1 {trükis},ISBN 978-9949-486-29-8 {epub})
12. Hukkunud Alpinisti hotelli müsteerium (Tõnu Trubetsky, Tõnu Trubetsky, Tom Claude Trubetsky, sarjas Mirabilia, 2013, Līgo,ISBN 978-9949-33-313-4 )